# Florian Fischer (Fotograf)
Florian Fischer (* 2. Januar 1981 in Tübingen) ist ein deutscher Autorenfilmer (Regie, Drehbuch, Kamera, Schnitt), Fotograf und Gestalter.

## Leben
Er studierte an der Fachhochschule Potsdam und der Zürcher Hochschule der Künste (ZHdK) Kommunikationsdesign und Fotografie. Bereits während seines Studiums erhielt er mehrere Auszeichnungen. An der Berliner Privat-Hochschule für Fotografie, der Ostkreuzschule, war er „Meisterschüler“ von Arno Fischer. Er arbeitete freiberuflich als Gestalter und Fotograf und war von 2011 bis 2016 Dozent im Studiengang Medieninformatik an der Hochschule Harz. An der Donau-Universität Krems schloss er 2017 ein Masterstudium in Bildwissenschaften ab. Im Jahre 2018 war er „Berlinale Talents-Alumnus“. Als Teilnehmer der Berlinale Shorts, dem internationalen Kurzfilmwettbewerb der Berlinale, gewann er zusammen mit Johannes Krell den Goldenen Bären für den Besten Kurzfilm 2019.
Seit 2014 hat er sich teils schwerpunktmäßig mit Filmprojekten befasst und gemeinsam mit seinem Filmer-Duo-Partner Johannes Krell dafür bedeutende Kurzfilm-Preise bekommen.

## Filmografie
- 2019: (zusammen mit Johannes Krell) Umbra, Kurzfilm 20 Min., Welturaufführung bei Berlinale Shorts (Regie, Drehbuch, Kamera, Schnitt)
- 2018: Letztes Jahr in Utopia, Dokumentarfilm 73 Min., Uraufführung 20. März 2018, Internationales Dokumentarfilmfestival Kopenhagen CPH:DOX (nur Co-Kameramann)
- 2017: No Sex Please, Dokumentarfilm 73 Min., Uraufführung beim DOK Leipzig Oktober 2017 (Regie, Produzent, Kamera, Schnitt)
- 2016: (zusammen mit Johannes Krell) Kaltes Tal, Kurz-Dokumentarfilm 15 Min., Uraufführung 18. Oktober 2016, Internationales Kurzfilm-Festival Nizza (Regie, Drehbuch, Kamera, Visuelle Effekte, Schnitt, Ton)
- 2014: (zusammen mit Johannes Krell) Still Life, Kurz-Experimentalfilm 20 Min., Uraufführung April 2014 Toronto Hot Docs (Regie, Produzent, Kamera, Schnitt)

## Ausstellungen
- 2009 Poster Festival Ljubljana, Slowenien
- 2009 Galerie erstererster (Einzelausstellung: Das Blaue vom Himmel)
- 2009 Hochschulgalerie FH-Potsdam (Einzelausstellung: Das Blaue vom Himmel)
- 2009 Good 50x70 Wanderausstellung
- 2009 5. Kasseler Fotofrühling, Kassel
- 2009 Deutsches Studentenwerk, Museum für Kommunikation Berlin
- 2008 UAMO Urban Art & Media Festival, München
- 2008 Zürcher Hochschule der Künste, Sihlquai Zürich
- 2008 Teheran Art Biennale, Iran, Teheran
- 2007 Political Poster Triennale, Belgien, Mons
- 2005 EU Gebäude, Belgien, Brüssel
- 2004 Galerie erstererster (Einzelausstellung: ausgewählte Plakate)
- 2004 Stiftung Nord-Südbrücken, Kulturbrauerei Berlin
- 2004 Deutsches Studentenwerk, Wanderausstellung
- 2003 100 Beste Plakate 2003 Wanderausstellung (Berlin, Wien, Luzern, Kuala Lumpur, Nanjing, Tokyo, Bangkok)

## Auszeichnungen
- 2019 (zusammen mit Johannes Krell) Goldener Bär Bester Kurzfilm für Umbra
- 2017 (zusammen mit Johannes Krell) Jurypreis und Publikumspreis Rubrik „Experimental“ bei Kurzsuechtig - Mitteldeutsches Kurzfilmfestival Leipzig für Kaltes Tal
- 2016 (zusammen mit Johannes Krell) Deutscher Kurzfilmpreis in Gold in der Kategorie Dokumentarfilm für Kaltes Tal[4]
- 2009 Silber- und Bronze-Medaille beim Wettbewerb Gute Gestaltung des Deutschen Designer Clubs
- 2009 1. Platz Aenne-Biermann-Preis
- 2009 Ausgezeichnet beim internationalen Wettbewerb Good 50x70
- 2009 3. Preis nationaler Plakatwettbewerb des Deutschen Studentenwerks
- 2008 Auszeichnung beim Junior Art Directors Club (ADC)
- 2004 1. Preis nationaler Plakatwettbewerb Stiftung Nord-Süd Brücken
- 2003 100 Beste Plakate des Jahres – Deutschland, Österreich, Schweiz
- 2003 1. Preis internationale Plakatbiennale der Ostseeanliegerstaaten